# 中国共产党青海省纪律检查委员会
中国共产党青海省纪律检查委员会，简称中共青海省纪委，是中国共产党的省级纪律检查机关，与青海省监察委员会合署办公。

## 历届组成人员
第十四届省纪委（2022年5月至今）
- 书记：汪洋
- 副书记：田奎、李清明、陈容（女）